# مجموعه تلویزیونی تایگا
مجموعه تلویزیونی تایگا Taiga drama (大河ドラマ) نام یک سری درام تلویزیونی بلند مدت بر اساس داستان‌های تاریخی است که توسط ان‌اچ‌کی در ژاپن هر ساله تولید می‌شود. اولین مجموعه تلویزیونی تایگا در سال ۱۹۶۳ به نام «هانا نو شوگای» به صورت سیاه و سفید پخش شد. زمان هر قسمت ۴۵ دقیقه است که هر یکشنبه در ساعت ۲۰:۰۰ به وقت محلی از شبکه ان‌اچ‌کی ژاپن پخش می‌شود. باز پخش هر قسمت در روزهای شنبه در ساعت ۱۳:۰۵ از طریق کانال ماهواره‌ای ان‌اچ‌کی ان‌اچ‌کی جهان و ان‌اچ‌کی ورلد پره‌میوم است.

## فهرست مجموعه‌ها[۱]، دوره شووا
| #  | نام به لاتین                          | نام کانجی      | آغاز           | پایان          | بازیگر اصلی                                  | بازیگران نقش فرعی                                                | یادداشت‌های اضافی (دوره تاریخی) | درصد تماشاگران |
| -- | ------------------------------------- | -------------- | -------------- | -------------- | -------------------------------------------- | ---------------------------------------------------------------- | --- | -------------- |
| ۱  | هانا نو شوگای                         | 花の生涯       | ۷ آوریل ۱۹۶۳   | ۲۹ دسامبر ۱۹۶۳ | اونوئه شوروکو دوم                            | چیکاگه آواشیما کااورو یاچیگوسا کیوکو کاگاوا کیجی سادا            | سیاه و سفید. در مورد ای نائوسوکه (۱۸۵۰–۱۸۶۰)، دوره ادو                                                                                       | ۲۰٫۲٪          |
| ۲  | آکو روشی                              | 赤穂浪士       | ۱ ژانویه ۱۹۶۴  | ۲۷ دسامبر ۱۹۶۴ | کازوئو هاسه‌گاوا                              | ایسوزو یامادا اوسامو تاکیزاوا چیکاگه آواشیما اونوئه بایکو هفتم   | سیاه و سفید. همچنین یکی از بیشترین تعداد بیننده را در تاریخ مجموعه تلویزیونی تایگا داراست. در مورد اُوایشی یوشیئو (۱۶۵۹ – ۱۷۰۳) رهبر ۴۷ رونین | ۳۱٫۹٪          |
| ۳  | تایکوکی                               | 太閤記         | ۳ ژانویه ۱۹۶۵  | ۲۶ دسامبر ۱۹۶۵ | کن اوگاتا                                    | شیهو فوجیمورا یوشیکو میتا سه‌سوئه هایاکاوا کوجی تاکاهاشی          | سیاه و سفید. در مورد تویوتومی هیده‌یوشی (۱۵۳۶–۱۵۹۸)                                                                                           | ۳۱٫۲٪          |
| ۴  | میناموتو نو یوشی‌تسونه                 | 源義経         | ۲ ژانویه ۱۹۶۶  | ۲۵ دسامبر ۱۹۶۶ | اونوئه کیکونوسوکه هفتم                       | کن اوگاتا سومیکو فوجی اوسامو تاکیزاوا ایسوزو یامادا              | سیاه و سفید. در مورد میناموتو نو یوشیتسونه (۱۱۵۹ –۱۱۸۹) اواخر دوره هی‌آن                                                                      | ۲۳٫۵٪          |
| ۵  | سه خواهر                              | 三姉妹         | ۱ ژانویه ۱۹۶۷  | ۲۴ دسامبر ۱۹۶۷ | ماریکو اوکادا شیهو فوجیمورا کوماکی کوری هارا | تسوتومو کامازاکی شینسوکه آشیدا کو نیشیمورا اوسامو تاکیزاوا       | سیاه و سفید. در مورد سه خواهر و حوادث اواخر دوره ادو تا اصلاحات میجی، اولین سری از این مجموعه که نقش اصلی در مورد زنان است.                  | ۱۹٫۱٪          |
| ۶  | ریوما می‌آید                           | 竜馬がゆく     | ۷ ژانویه ۱۹۶۸  | ۲۹ دسامبر ۱۹۶۸ | کینیا کیتااوجی                               | روریکو آسائوکا ماسایوکی موری هیده‌کی تاکاهاشی کیجو کوبایاشی       | سیاه و سفید. در مورد ساکاموتو ریوما (۱۸۳۶–۱۸۶۷)، حوادث اواخر دوره ادو                                                                        | ۱۴٫۵٪          |
| ۷  | آسمان و زمین                          | 天と地と       | ۵ ژانویه ۱۹۶۹  | ۲۸ دسامبر ۱۹۶۹ | کوجی ایشیزاکا                                | فومیئه کاشییاما اینکو آریما اوسامو تاکیزاوا کوجی تاکاهاشی        | رنگی. از این پس پخش برنامه‌های آینده همگی رنگی هستند. در مورد اوئه‌سوگی کنشین، جنگ سالارِ دوره سنگوکو                                           | ۲۵٫۰٪          |
| ۸  | درخت نراد پایدار ماند                 | 樅の木は残った | ۴ ژانویه ۱۹۷۰  | ۲۷ دسامبر ۱۹۷۰ | میکیجیرو هیرا                                | سایوری یوشیناگا کوماکی کوری هارا کینویو تاناکا کینیا کیتااوجی    | در مورد هارادا مونه‌سوکه (۱۶۷۱–۱۶۱۹) و داته سودو (نزاع خانوادگی در خاندان داته)، نیمه نخست دوره ادو                                           | ۲۱٫۰٪          |
| ۹  | سربالایی بهار                         | 春の坂道       | ۳ ژانویه ۱۹۷۱  | ۲۶ دسامبر ۱۹۷۱ | یوروزویا کینوسوکه                            | یوشیو هارادا یوکو تسوکاسا ایچیکاوا دانجورو دوازدهم سو یامامورا   | در مورد استادِ شمشیرزنی یاگیو مونه‌نوری (۱۵۷۱ – ۱۶۴۶)                                                                                          | ۲۱٫۷٪          |
| ۱۰ | داستان جدید هیکه                      | 新・平家物語   | ۲ ژانویه ۱۹۷۲  | ۲۴ دسامبر ۱۹۷۲ | تاتسویا ناکادای                              | تامائو ناکامورا تسوتومو کامازاکی اوسامو تاکیزاوا ماساکازو تامورا | در مورد تایرا نو کیوموری(۱۱۸۱–۱۱۱۸)، رهبر خاندان تایرا                                                                                       | ۲۱٫۴٪          |
| ۱۱ | داستان ربودن سرزمین                   | 国盗り物語     | ۷ ژانویه ۱۹۷۳  | ۳۰ دسامبر ۱۹۷۳ | میکیجیرو هیرا هیده‌کی تاکاهاشی                | کیکو ماتسوزاکا شوهی هینو شیگرو تسویوگوچی ماسااومی کوندو          | در مورد سایتو دوسان، اودا نوبوناگا و آکچی میتسوهیده، دوره سنگوکو                                                                             | ۲۲٫۴٪          |
| ۱۲ | کاتسو کایشو                           | 勝海舟         | ۶ ژانویه ۱۹۷۴  | ۲۹ دسامبر ۱۹۷۴ | تتسویا واتاری → ماتسوکاتا هیروکی             | ریوکو اوهارا یوشیکو کوگا کیجو کوبایاشی اونوئه شوروکو دوم         | در مورد کاتسو کایشو و جنگ اونین در اواخر دوره ادو                                                                                            | ۲۴٫۲٪          |
| ۱۳ | گنروکو تایهی‌کی سرگذشت صلح دوره گنروکو | 元禄太平記     | ۶ ژانویه ۱۹۷۵  | ۲۹ دسامبر ۱۹۷۵ | کوجی ایشیزاکا                                | تورو اموری موگا تاکه‌واکی شینسوکه آشیدا هیسایا موریشیگو           | در مورد یاناگیساوا یوشی‌یاسو (۱۶۵۸ – ۱۷۱۴)، و شوگون پنجم توکوگاوا تسونایوشی                                                                   | ۲۴٫۷٪          |
| ۱۴ | باد و ابر و رنگین‌کمان                 | 風と雲と虹と   | ۴ ژانویه ۱۹۷۶  | ۲۶ دسامبر ۱۹۷۶ | گو کاتو                                      | سایوری یوشیناگا میچیو آراتاما کیجو کوبایاشی کن اوگاتا            | در مورد تایرا نو ماساکادو (درگذشت ۹۴۰)، شورش تایرا نو ماساکادو                                                                               | ۲۴٫۰٪          |
| ۱۵ | کاشین                                 | 花神           | ۲ ژانویه ۱۹۷۷  | ۲۵ دسامبر ۱۹۷۷ | ناکامورا اومه‌نوسوکه چهارم                    | ماساتوشی ناکامورا جوکیچی اونو روریکو آسائوکا هیده‌کی تاکاهاشی     | در مورد اومورا ماسوجیرو؛ (۱۸۲۴–۱۸۶۹) | ۱۹٫۰٪          |
| ۱۶ | روزهای طلایی                          | 黄金の日日     | ۸ ژانویه ۱۹۷۸  | ۲۴ دسامبر ۱۹۷۸ | ماتسوموتو کوشیرو نهم                         | کوماکی کوری هارا تتسورو تامبا تسوروتا کوجی ماتسوموتو هاکوئو اول  | حوادث دوره اودا نوبوناگا | ۲۵٫۹٪          |
| ۱۷ | کوسا موئرو                            | 草燃える       | ۷ ژانویه ۱۹۷۹  | ۲۳ دسامبر ۱۹۷۹ | کوجی ایشیزاکا شیما ایواشیتا                  | کن ماتسودا ایرا هیرومی گو کیکو ماتسوزاکا اونوئه شوروکو دوم       | در مورد میناموتو نو یوری‌تومو بنیان‌گذار استبداد نظامی کاماکورا و همسرش هوجو ماساکو                                                            | ۲۶٫۳٪          |
| ۱۸ | دوران شیشی                            | 獅子の時代     | ۶ ژانویه ۱۹۸۰  | ۲۱ دسامبر ۱۹۸۰ | بونتا سوگاوارا گو کاتو                       | ریوکو اوهارا شینوبو اوتاکه مینورو چیاکی تسوروتا کوجی             | حوادث دوره باکوماتسو و اصلاحات میجی | ۲۱٫۰٪          |
| ۱۹ | زن تایکوکی                            | おんな太閤記   | ۱۱ ژانویه ۱۹۸۱ | ۲۰ دسامبر ۱۹۸۱ | یوشیکو ساکوما                                | ماساتوشی ناکامورا پینکو ایزومی هاروئه آکاگی توشی‌یوکی نیشیدا      | در مورد کودای این (نِه نِه) همسر تویوتومی هیده‌یوشی بر اساس رمان تایکوکی (که پایه و اساس ۳ درام تایگا از همین عنوان تشکیل شده است).             | ۳۱٫۸٪          |
| ۲۰ | توگه نو گونزو                         | 峠の群像       | ۱۰ ژانویه ۱۹۸۲ | ۱۹ دسامبر ۱۹۸۲ | کن اوگاتا                                    | کن ماتسودا ایرا جوزو ایتامی اونوئه کیکونوسوکه هفتم جوکیچی اونو   | در مورد چهل و هفت رونین | ۲۳٫۷٪          |
| ۲۱ | توکوگاوا ایه‌یاسو                      | 徳川家康       | ۹ ژانویه ۱۹۸۳  | ۱۸ دسامبر ۱۹۸۳ | تاکیدا ساکائه در نقش ایه‌یاسو                 | شینوبو اوتاکه تتسویا تاکه‌دا ماساکو ناتسومه کوجی ایشیزاکا         | در مورد توکوگاوا ایه‌یاسو | ۳۱٫۲٪          |
| ۲۲ | سانگا مویو                            | 山河燃ゆ       | ۸ ژانویه ۱۹۸۴  | ۲۳ دسامبر ۱۹۸۴ | ماتسوموتو کوشیرو نهم توشی‌یوکی نیشیدا         | ریوکو اوهارا کیکو تسوشیما کیوشی کوداما توشیرو میفونه             | اولین فیلم تایگا که در مورد دوره شووا و جنگ جهانی دوم                                                                                        | ۲۱٫۱٪          |
| ۲۳ | هارو نو هاتو                          | 春の波涛       | ۶ ژانویه ۱۹۸۵  | ۱۵ دسامبر ۱۹۸۵ | کیکو ماتسوزاکا                               | ماساتوشی ناکامورا میوری کازاما چیکاگه آواشیما کیجو کوبایاشی      | در مورد سادا یاکو (۱۸۷۱–۱۹۴۶) گیشا، هنرپیشه و رقصنده ژاپنی                                                                                   | ۱۸٫۲٪          |
| ۲۴ | اینوچی                                | いのち         | ۵ ژانویه ۱۹۸۶  | ۱۴ دسامبر ۱۹۸۶ | یوشیکو میتا                                  | تتسورو تامبا ماکو ایشی نو کوجی یاکوشو کن اوتسوی                  | اولین (و تاکنون تنها) فیلم تایگا که در مورد ژاپن پس از جنگ جهانی ساخته شده است.                                                              | ۲۹٫۳٪          |
| ۲۵ | دوکوگانریو ماسامونه                   | 独眼竜政宗     | ۴ ژانویه ۱۹۸۷  | ۱۳ دسامبر ۱۹۸۷ | کن واتانابه                                  | توموکازو میورا شیما ایواشیتا کینیا کیتااوجی شینتارو کاتسو        | در مورد داته ماسامونه (۱۵۶۷ – ۱۶۳۶) دایمیوی قدرتمند دوره سنگوکو                                                                              | 39.7%          |
| ۲۶ | تاکدا شینگن                           | 武田信玄       | ۱۰ ژانویه ۱۹۸۸ | ۱۸ دسامبر ۱۹۸۸ | کی‌ایچی ناکای                                 | کیوهی شیباتا میساکو کوننو توشی‌یوکی نیشیدا ریوتارو سوگی           | در مورد جنگ سالار تاکدا شینگن | ۳۹٫۲٪          |
| ۲۷ | کاسوگا نو تسوبونه                     | 春日局         | ۱ ژانویه ۱۹۸۹  | ۱۷ دسامبر ۱۹۸۹ | ریوکو اوهارا                                 | آیکو ناگایاما شینجی یاماشیتا تتسورو تامبا یوشیکو ساکوما          | در مورد کاسوگا نو تسوبونه (۱۵۷۹–۱۶۴۳) اوایل دوره ادو                                                                                         | ۳۲٫۴٪          |

## دوره هیسه‌ای
| #  | نام به لاتین               | نام کانجی                      | آغاز           | پایان          | بازیگر اصلی                                         | بازیگران نقش فرعی                                                      | یادداشت‌های اضافی (دوره تاریخی) | درصد تماشاگران |
| -- | -------------------------- | ------------------------------ | -------------- | -------------- | --------------------------------------------------- | ---------------------------------------------------------------------- | --- | -------------- |
| ۲۸ | توبو گا گوتوکو             | 翔ぶが如く                     | ۷ ژانویه ۱۹۹۰  | ۹ دسامبر ۱۹۹۰  | توشی‌یوکی نیشیدا تاکشی کاگا                          | یوکو تاناکا سومیکو فوجی هیده‌کی تاکاهاشی یوزو کایاما                    | در مورد سایگو تاکاموری و اوکوبو توشیمیچی (۱۸۳۰–۱۸۷۸) | ۲۳٫۲٪          |
| ۲۹ | تایهی‌کی                    | 太平記                         | ۶ ژانویه ۱۹۹۱  | ۲۵ دسامبر ۱۹۹۱ | هیرویوکی سانادا                                     | یاسوکو ساواگوچی فرانکیه ساکای کن اوگاتا                                | در مورد آشیکاگا تاکااوجی بنیان‌گذار شگون‌سالاری آشی‌کاگا | ۲۶٫۰٪          |
| ۳۰ | نوبوناگا، شاه ژاپن         | 信長 KING OF ZIPANGU           | ۵ ژانویه ۱۹۹۲  | ۱۳ دسامبر ۱۹۹۲ | اوگاتا نائوتو در نقش اودا نوبوناگا                  | موموکو کیکوچی کن اوتسوی شینسوکه آشیدا میکیجیرو هیرا                    | این سری دارای ۴۹ قسمت است. در مورد اودا نوبوناگا | ۲۴٫۶٪          |
| ۳۱ | باد ریوکیو                 | 琉球の風 DRAGON SPIRIT         | ۱۰ ژانویه ۱۹۹۳ | ۱۳ ژوئن ۱۹۹۳   | نورییوکی هیگاشی‌یاما                                 | آتسورو واتابه تومویو هارادا یوکی کودو کنیچی هاگیوارا                   | در مورد تصرف پادشاهی ریوکیو توسط خاندان شیمازوی قلمروی ساتسوما پایان قرن شانزدهم تا آغاز قرن هفدهم                                                                                            | ۱۷٫۷٪          |
| ۳۲ | هومورا تاتسو               | 炎立つ                         | ۴ ژوئیه ۱۹۹۳   | ۱۳ مارس ۱۹۹۴   | کن واتانابه هیروآکی موراکامی                        | یوکو کوته‌گاوا کی ساتو تسونه‌هیکو واتاسه کوتارو ساتومی                   | تاریخ ناحیه توهوکو در دوره هی‌آن و دوره کاماکورا، از ظهور فوجیوارا نو کیوهارا تا نابودی خاندان فوجیوارای شمالی                                                                                 | ۱۷٫۳٪          |
| ۳۳ | هانا نو ران                | 花の乱                         | ۳ آوریل ۱۹۹۴   | ۲۵ دسامبر ۱۹۹۴ | یوشیکو میتا                                         | ایچیکاوا دانجورو دوازدهم تاکاکو ماتسو یوروزویا کینوسوکه ماچیکو کیو     | در مورد شورش اونین (۱۴۷۷–۱۴۶۷) | ۱۴٫۱٪          |
| ۳۴ | شوگون هشتم یوشیمونه        | 八代将軍吉宗                   | ۸ ژانویه ۱۹۹۵  | ۱۰ دسامبر ۱۹۹۵ | توشی‌یوکی نیشیدا                                     | هیتومی کوروکی کوجی ایشیزاکا کی‌ایچی ناکای ماساهیکو تسوگاوا              | در مورد هشتمین شوگون توکوگاوا یوشیمونه (۱۶۸۴–۱۷۵۱) | ۲۶٫۴٪          |
| ۳۵ | هیده‌یوشی                   | 秀吉                           | ۷ ژانویه ۱۹۹۶  | ۲۲ دسامبر ۱۹۹۶ | نائوتو تاکناکا                                      | یاسوکو ساواگوچی هیروآکی موراکامی اتسوکو ایچی‌هارا تتسویا واتاری         | ۴۹ قسمت در مورد تویوتومی هیده‌یوشی | ۳۰٫۵٪          |
| ۳۶ | موری موتوناری              | 毛利元就                       | ۵ ژانویه ۱۹۹۷  | ۱۴ دسامبر ۱۹۹۷ | ناکامورا شیکان هشتم                                 | یاسوکو تومیتا تاکایا کامیکاوا کیکو ماتسوزاکا کن اوگاتا                 | در مورد موری موتوناری رهبر خاندان موری در دوره سنگوکو | ۲۳٫۴٪          |
| ۳۷ | توکوگاوا یوشینوبو          | 徳川慶喜                       | ۴ ژانویه ۱۹۹۸  | ۱۳ دسامبر ۱۹۹۸ | ماساهیرو موتوکی                                     | بونتا سوگاوارا آیاکو واکائو هیکاری ایشیدا ریوکو اوهارا                 | در مورد توکوگاوا یوشینوبو پانزدهمین شوگون و آخرین حکمران شوگون‌سالاری توکوگاوا | ۲۱٫۱٪          |
| ۳۸ | گنروکو ریوران              | 元禄繚乱                       | ۱ ژانویه ۱۹۹۹  | ۱۲ دسامبر ۱۹۹۹ | ناکامورا کانزابورو هیجدهم                           | شینوبو اوتاکه نورییوکی هیگاشی‌یاما ماچیکو کیو کنیچی هاگیوارا            | در مورد رهبر ۴۷ رونین | ۲۰٫۲٪          |
| ۳۹ | آئویی توکوگاوا ساندای      | 葵 徳川三代                    | ۹ ژانویه ۲۰۰۰  | ۱۷ دسامبر ۲۰۰۰ | ماساهیکو تسوگاوا توشی‌یوکی نیشیدا انوئه شوروکو چهارم | تورو اموری مایومی اوگاوا ناکامورا بایجاکو دوم شیما ایواشیتا            | اولین سری از فیلم‌ها با کیفیت تلویزیون وضوح‌بالا. از این پس تمامی فیلم‌ها با وضوح بالا پخش شده‌اند. در مورد توکوگاوا ایه‌یاسو و پسرش دومین شوگون توکوگاوا هیده‌تادا و سومین شوگون توکوگاوا ایه‌میتسو | ۱۸٫۵٪          |
| ۴۰ | هوجو توکیمونه              | 北条時宗                       | ۷ ژانویه ۲۰۰۱  | ۹ دسامبر ۲۰۰۱  | ایزومی موتویا                                       | آتسورو واتابه کن واتانابه سومیکو فوجی کینیا کیتااوجی                   | در مورد هوجو توکیمونه زمان حیات (۱۲۸۴–۱۲۵۱ میلادی) رهبر سپاه ژاپن در حمله مغول به ژاپن | ۱۸٫۵٪          |
| ۴۱ | توشی‌ایه و ماتسو            | 利家とまつ～加賀百万石物語～   | ۶ ژانویه ۲۰۰۲  | ۱۵ دسامبر ۲۰۰۲ | توشیاکی کاراساوا ناناکو ماتسوشیما                   | تاکاشی سوریماچی ترویوکی کاگاوا کن ماتسودا ایرا بونتا سوگاوارا          | در مورد مائدا توشی‌ایه و همسرش مائدا ماتسو قرن شانزدهم میلادی | ۲۲٫۱٪          |
| ۴۲ | موساشی                     | 武蔵 MUSASHI                   | ۵ ژانویه ۲۰۰۳  | ۷ دسامبر ۲۰۰۳  | ایچیکاوا ابیزو یازدهم                               | ریوکو یونه کورا شین‌ایچی تسوتسومی تسونه‌هیکو واتاسه ماکوتو فوجیتا        | در مورد میاموتو موساشی استاد شمشیرزنی (زادهٔ ۱۵۸۴ میلادی - درگذشتهٔ ۱۶۴۵ میلادی) | ۱۶٫۷٪          |
| ۴۳ | شین سن گومی                | 新撰組!                        | ۱۱ ژانویه ۲۰۰۴ | ۱۲ دسامبر ۲۰۰۴ | شینگو کاتوری                                        | کوجی یاماموتو تاتسویا فوجیوارا ماساتو ساکای کوجی ایشیزاکا              | در مورد کوندو ایسامی و شین سن گومی در اواخر دوره ادو | ۱۷٫۴٪          |
| ۴۴ | یوشیتسونه                  | 義経                           | ۹ ژانویه ۲۰۰۵  | ۱۱ دسامبر ۲۰۰۵ | هیده‌آکی تاکیزاوا                                    | کن ماتسودا ایرا کی‌ایچی ناکای هیده‌کی تاکاهاشی تتسویا واتاری             | در مورد میناموتو نو یوشیتسونه (۱۱۵۹ – ۱۱۸۹)، برادر بنیان‌گذار شوگون‌سالاری کاماکورا و حوادث اواخر دوره هی‌آن                                                                                     | ۱۹٫۵٪          |
| ۴۵ | تقاطع موفقیت بزرگ          | 功名が辻                       | ۸ ژانویه ۲۰۰۶  | ۱۰ دسامبر ۲۰۰۶ | یوکی ناکاما تاکایا کامیکاوا                         | تتسویا تاکه‌دا گین مائدا آکیرا اموتو هیروشی تاچی                        | در مورد یامائوچی کاتسوتویو؛ (۱۵۴۶ – ۱۶۰۵)، ارباب قلمروی توسا در اوایل دوره ادو | ۲۰٫۹٪          |
| ۴۶ | فورین کازان                | 風林火山                       | ۷ ژانویه ۲۰۰۷  | ۹ دسامبر ۲۰۰۷  | سیو اوچینو                                          | ایچیکاوا انوسوکه چهارم گاکتو سونی چیبا تاتسویا ناکادای                 | در مورد یاماموتو کانسوکه یکی از ۲۴ ژنرال تاکدا شینگن در قرن شانزدهم و زمان جنگ‌های داخلی ژاپن                                                                                                  | ۱۸٫۷٪          |
| ۴۷ | آتسوهیمه                   | 篤姫                           | ۶ ژانویه ۲۰۰۸  | ۲۱ دسامبر ۲۰۰۸ | آئویی میازاکی                                       | ایتا (هنرپیشه) ماساتو ساکای هیده‌کی تاکاهاشی کینیا کیتااوجی             | در مورد تنشو-این، آتسوکو (۱۸۳۶ – ۱۸۸۳) همسر اصلی توکوگاوا ایه‌سادا سیزدهمین شوگون از شوگونسالاری توکوگاوا در اواخر دوره ادو                                                                    | ۲۴٫۵٪          |
| ۴۸ | تنچی‌جین                    | 天地人                         | ۴ ژانویه ۲۰۰۹  | ۲۲ نوامبر ۲۰۰۹ | ساتوشی تسومابوکی                                    | کازوکی کیتامورا تاکاکو توکیوا هیروشی آبه ماتسوکاتا هیروکی              | در مورد اوئه‌سوگی کاگه‌کاتسو فرزندخواندهٔ اوئسوگی کنشین در دوره سنگوکو و اوایل دوره ادو | ۲۱٫۲٪          |
| ۴۹ | ریومادن                    | 龍馬伝                         | ۳ ژانویه ۲۰۱۰  | ۲۸ نوامبر ۲۰۱۰ | ماساهارو فوکویاما                                   | ترویوکی کاگاوا نائو اوموری کیوشی کوداما کوتارو ساتومی                  | در مورد ساکاموتو ریوما (باکوماتسو، قرن نوزدهم میلادی) و ایواساکی یاتارو (بنیان‌گذار شرکت میتسوبیشی)                                                                                            | ۱۸٫۷٪          |
| ۵۰ | گو: شاهزاده خانم‌های سنگوکو | 江〜姫たちの戦国〜             | ۹ ژانویه ۲۰۱۱  | ۲۷ نوامبر ۲۰۱۱ | جوری اوئه نو                                        | ری میازاوا آسامی میزوکاوا گورو کیشیتانی کینیا کیتااوجی                 | در مورد گو (اوایو) کوچک‌ترین دختر آزای ناگاماسا و مادر سومین شوگون از شوگون‌سالاری توکوگاوا، توکوگاوا ایه‌میتسو                                                                                  | ۱۷٫۷٪          |
| ۵۱ | تایرا نو کیوموری           | 平清盛                         | ۸ ژانویه ۲۰۱۲  | ۲۳ دسامبر ۲۰۱۲ | کنیچی ماتسویاما                                     | هیروشی تاماکی ماساکی اوکادا شوتا ماتسودا کی‌ایچی ناکای                  | در مورد تایرا نو کیوموری (۱۱۱۸ – ۱۱۸۱) یک رهبر نظامی از خاندان تایرا و حوادث دوره هی‌آن | 12.0%          |
| ۵۲ | یائه نو ساکورا             | 八重の桜                       | ۶ ژانویه ۲۰۱۳  | ۱۵ دسامبر ۲۰۱۳ | هاروکا آیاسه                                        | هیدتوشی نیشیجیما (هنرپیشه) هیروکی هاسه‌گاوا جو اوداگیری توشی‌یوکی نیشیدا | در مورد یک پرستار به نام یاماموتو یائه‌کو در اواخر دوره ادو تا دوره شووا | ۱۴٫۶٪          |
| ۵۳ | گونشی کانبی                | 軍師官兵衛                     | ۵ ژانویه ۲۰۱۴  | ۲۱ دسامبر ۲۰۱۴ | جون‌ایچی اوکادا                                      | میکی ناکاتانی توری ماتسوزاکا نائوتو تاکناکا کیوهی شیباتا               | در مورد کورودا یوشیتاکا (کانبی) دایمیوی ولایت هاریما و استراتژیست تویوتومی هیده‌یوشی | ۱۵٫۸٪          |
| ۵۴ | هانا مویو                  | 花燃ゆ                         | ۴ ژانویه ۲۰۱۵  | ۱۳ دسامبر ۲۰۱۵ | مائو اینوئه                                         | اوساوا تاکائو یوسوکه ایسه‌یا کنگو کورا یوشیکو میتا                      | در مورد کاتوری میواکو (۱۸۴۳–۱۹۲۱)، خواهر کوچکتر یوشیدا شواین (۱۸۳۰–۱۸۵۹) از روشنفکران مشهور ژاپن                                                                                              | 12.0%          |
| ۵۵ | سانادا مارو                | 真田丸                         | ۱۰ ژانویه ۲۰۱۶ | ۲۰۱۶           | ماساتو ساکای                                        | یو اوایزومی ماسامی ناگاساوا سیو اوچینو ماسائو کوساکاری                 | در مورد سانادا یوکیمورا و محاصره اوساکا | ۱۶٫۶٪          |
| ۵۶ | زن قلعه‌دار، نائوتورا       | おんな城主 直虎                | ۲۰۱۷           | ۲۰۱۷           | کو شیباساکی                                         | هاروما میورا ماساکی سودا ته‌تا سوگیموتو کائورو کوبایاشی                 | در مورد ای نائوتورا یک دایمیوی زن در دوره سنگوکو | ۱۲٫۸٪          |
| ۵۷ | سگودون                     | 西郷どん                       | ۲۰۱۸           | ۲۰۱۸           | ریوهی سوزوکی                                        | ایتا (هنرپیشه) کیکو کیتاگاوا کیکو ماتسوزاکا کن واتانابه                | در مورد سایگو تاکاموری و حوادث اواخر دوره ادو | ۱۲٫۷٪          |
| ۵۸ | داستان المپیک توکیو        | いだてん～東京オリムピック噺～ | ۲۰۱۹           | ۲۰۱۹           | ناکامورا کانکورو ششم سادائو آبه                     | هاروکا آیاسه تاکشی کیتانو شینوبو اوتاکه کوجی یاکوشو                    | در مورد بازی‌های المپیک تابستانی ۲۰۲۰ این دومین سری از مجموعه تایگا است که موضوع آن به رویدادی بعد از جنگ جهانی دوم ربط دارد.                                                                  | ۸٫۲٪           |

## دوره ریوا
| #         | نام به فارسی و ژاپنی                | نام به انگلیسی             | آغاز           | پایان          | بازیگر اصلی                              | بازیگران نقش فرعی                                             | یادداشت‌های اضافی (دوره تاریخی)                                                                                                 | درصد تماشاگران |
| دوره ریوا | دوره ریوا                           | دوره ریوا                  | دوره ریوا      | دوره ریوا      | دوره ریوا                                | دوره ریوا                                                     | دوره ریوا | دوره ریوا      |
| --------- | ----------------------------------- | -------------------------- | -------------- | -------------- | ---------------------------------------- | ------------------------------------------------------------- | --- | -------------- |
| ۵۹        | کیرین می‌آید 麒麟がくる              | Awaiting Kirin             | ۱۹ ژانویه ۲۰۲۰ | ۷ فوریه ۲۰۲۱   | هیروکی هاسه‌گاوا (در نقش آکچی میتسوهیده)  | شوتا سومتانی موگی کادوواکی هارونا کاواگوچی ماساهیرو موتوکی    | جزئیات دوره سنگوکو. اولین درام تایگا که در دوره ریوا به نمایش درآمد.                                                           | ۱۴٫۴٪          |
| ۶۰        | به فراسوی آسمان آبی برس 青天を衝け  | Reach Beyond the Blue Sky  | ۱۴ فوریه ۲۰۲۱  | ۲۶ دسامبر ۲۰۲۱ | ریو یوشیزاوا (در نقش شیبوساوا ایچی)      | کنگو کورا آی هاشیموتو تسویوشی کوساناگی کائورو کوبایاشی        | جزئیات دوره بازسازی میجی به دوره شووا.                                                                                         | ۱۴٫۱٪          |
| ۶۱        | ۱۳ ارباب شوگون 鎌倉殿の۱۳人         | The 13 Lords of the Shogun | ۹ ژانویه ۲۰۲۲  | ۱۸ دسامبر ۲۰۲۲ | شون اوگوری (در نقش هوجو یوشیتوکی)        | ایکو کویکه کوجی یاماموتو یو اوایزومی توشی‌یوکی نیشیدا          | جزئیات خاندان هوجو در جنگ گنپی در اواخر دوره هی‌آن تا اوایل دوره کاماکورا.                                                      | ۱۲٫۷٪          |
| ۶۲        | ایه‌یاسو، چه خواهی کرد؟ どうする家康 | What Will You Do, Ieyasu?  | ۸ ژانویه ۲۰۲۳  | ۱۷ دسامبر ۲۰۲۳ | جون ماتسوموتو (در نقش توکوگاوا ایه‌یاسو)  | کاسومی آریمورا جون‌ایچی اوکادا کیکو کیتاگاوا هیروشی آبه        | جزئیات سنگوکو تا اوایل دوره ادو. این اثر سومین مجموعه تایگا است که در آن توکوگاوا ایه‌یاسو به عنوان شخصیت اصلی درام ظاهر می‌شود. | ۱۱٫۲٪          |
| ۶۳        | به تو که می‌درخشی 光る君へ           | Dear Radiance              | ۷ ژانویه ۲۰۲۴  | ۲۰۲۴           | یوریکو یوشی‌تاکا (در نقش موراساکی شیکیبو) | تاسوکو اموتو ساساکی کورانوسوکه گورو کیشیتانی یاسونوری دانتا   | جزئیات در مورد نویسنده داستان گنجی اواسط دوره هیان که زندگی یکی از اولین نویسندگان رمان ژاپنی را به تصویر می‌کشد.               |                |
| ۶۴        | Berabou べらぼう ～蔦重栄華乃夢噺～ |                            | ۲۰۲۵           | ۲۰۲۵           | ریوسی یوکوهاما (در نقش تسوتایا جوزابورو) | شوتا سومتانی هیو میازاوا کاتااوکا آنی‌اوسوکه (ششم) کن واتانابه | جزئیات روند در اواسط دوره ادو، که زندگی انتشار کتاب‌های مصور و چاپ‌های چوبی اوکی‌یو-ئه را به تصویر می‌کشد.                         |                |
| ۶۵        | Toyotomi Kyōdai! 豊臣兄弟！         |                            | ۲۰۲۶           | ۲۰۲۶           | تایگا ناکانو (در نقش تویوتومی هیده‌ناگا)  | TBA                                                           | جزئیات دوره سنگوکو و دوره آزوچی-مومویاما.                                                                                      |                |